# Peter Horton

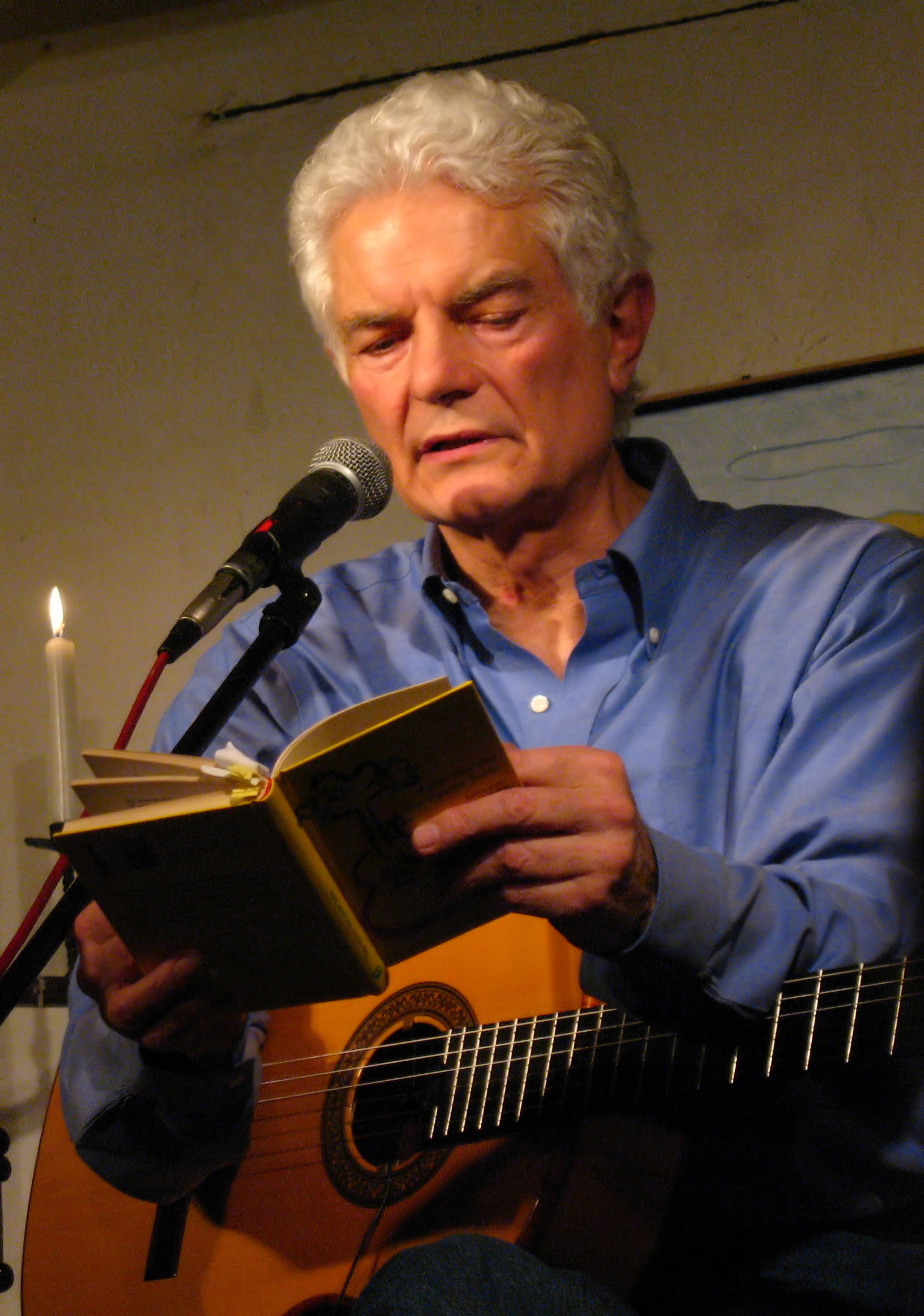
Peter Horton auf der Kleinkunstbühne Altbau Kloster Irsee (2008)

Peter Horton (früher Peter Horten, * 19. September 1941 als Peter Müller in Feldsberg, Reichsgau Niederdonau; † 22. September 2023) war ein österreichischer Gitarrist, Komponist, Sänger und Buchautor.

## Leben
Peter Horton wurde in Feldsberg (heute: Valtice, Tschechien), 70 Kilometer nördlich von Wien, als Peter Müller geboren. Seine alleinerziehende Mutter wurde mit ihm und seinen drei Geschwistern vertrieben. Sie zogen nach Wien, wo er 1948 ersten Klavierunterricht erhielt. Seine musikalische Ausbildung setzte er bei den Wiener Sängerknaben fort, mit denen er die ganze Welt bereiste und auch unter Herbert von Karajan auf der Bühne stand. 1951 trat er mit ihnen zum ersten Mal in einem öffentlichen Konzert auf. Er lernte in Wien Klavier und Klarinette, u. a. auch am Wiener Konservatorium. Mit 16 gründete er die Band Six Aces. Mit 18 hatte er seine erste Bühnenshow als Sänger in der Wiener Szene bei Jazzlegende Fatty George (Fatty’s Saloon) und im Kabarett-Zentrum Marietta von Gerhard Bronner. Mit 19 trat er als Bassist den Flamingos bei und begann mit 23 in Stuttgart Gesang zu studieren.
Es folgten Liederabende mit einem Repertoire von Franz Schubert über Carl Loewe bis Richard Strauss, außerdem erste Aufnahmen mit dem Orchester Erwin Lehn beim Süddeutschen Rundfunk. Seine erste Single-Schallplatte erschien 1965. Er sang 1967 in der ersten Beatoper der Welt, Robinson 2000, am Berliner Theater des Westens und begann danach seine Karriere als Entertainer und Gitarrist. Er tourte in den USA mit seiner One-man-show, trat in Japan, Brasilien und Chile auf. Horton begann erst mit 28 sein Gitarre-Studium. Durch seine pianistische Musikerfahrung konnte er sein harmonisches und rhythmisches Wissen auf die Gitarre übertragen, die schließlich zu seinem Hauptinstrument wurde. Seit seinen Anfängen veröffentlichte er etwa 65 Alben und Singles.
1967 vertrat Horton – damals noch unter dem Namen Peter Horten – Österreich beim Eurovision Song Contest mit dem Titel Warum es hunderttausend Sterne gibt. Mit nur zwei Punkten landete er auf einem geteilten 14. Platz unter 17 Teilnehmern. Zudem versuchte er sein Glück zweimal bei der deutschen Vorentscheidung zum Wettbewerb: 1972 scheiterte er an der Vorrunde als Siebentplatzierter mit Wann kommt der Morgen, 1975 erreichte er mit Am Fuß der Leiter den elften Platz unter 15 Teilnehmern.
Von 1978 bis 1984 spielte er im Duo Guitarissimo mit Siegfried Schwab. 1985 gründete er das Duo Symphonic Fingers mit der deutsch-bulgarischen Pianistin und Sängerin Slava Kantcheff (* 1959 in Wiesbaden), mit der er auch von 1986 bis 1995 sowie erneut ab 2016 verheiratet war. Neben zahlreichen Fernsehauftritten spielte das Duo an die 2000 Konzerte. Horton wirkte als Gastsolist mit bei Produktionen von Weltstars wie Plácido Domingo, Peter Schreier und Art Van Damme. Er spielte auf der Bühne mit Opernstars der Metropolitan Opera New York, der Mailänder Scala, der Wiener Staatsoper und des Bolschoi-Theaters und präsentierte als Fernsehgastgeber Künstler aller Sparten. Mit seinen Sendereihen Café in Takt (ARD), Hortons Kleine Nachtmusik (ZDF) und Horton’s Bistro (ZDF) schrieb er ein Stück kulturelle deutsche Fernsehgeschichte.
Ab 1982 lehrte er als Dozent an der Musikhochschule Hamburg, zudem gab er auch Seminare für Schulmusiker.
Sein erstes Buch mit Aphorismen, Satire, Poesie und Meditation, Die andere Saite, veröffentlichte Peter Horton 1978. Es folgten bislang neun weitere. Darunter Pflaumen im Apfelhimmel mit Kurzgeschichten und Aphorismen im Jahr 2001. 2004 erschienen Die zweite Saite und Winterflüstern (Hör-Musik-Buch mit Weihnachtsgeschichten). Auch drei CDs mit meditativer Musik für Gitarre und Synthesizer bereichern Hortons Musikpalette. 2007 kehrte der Künstler wieder zu seinem Ursprung zurück. In seiner CD Wilde Gärten hört man wieder seine unverkennbare Stimme.
Ab 2011 arbeiteten Sigi Schwab und Peter Horton mit dem Schlagzeuger Andreas Keller und dem Bassisten Thomas Müller unter dem Bandnamen Guitarissimo XL zusammen. Mit Andreas Keller und Slava Kantcheff war Horton außerdem als Symphonic Trio unterwegs.
Er war langjähriges Mitglied im Paul Klinger Künstlersozialwerk e.V., das sich für Künstlerinnen und Künstler aller Gewerke einsetzt.
Peter Horton, der mehrere Jahre an Parkinson litt, starb im September 2023 kurz nach seinem 82. Geburtstag.

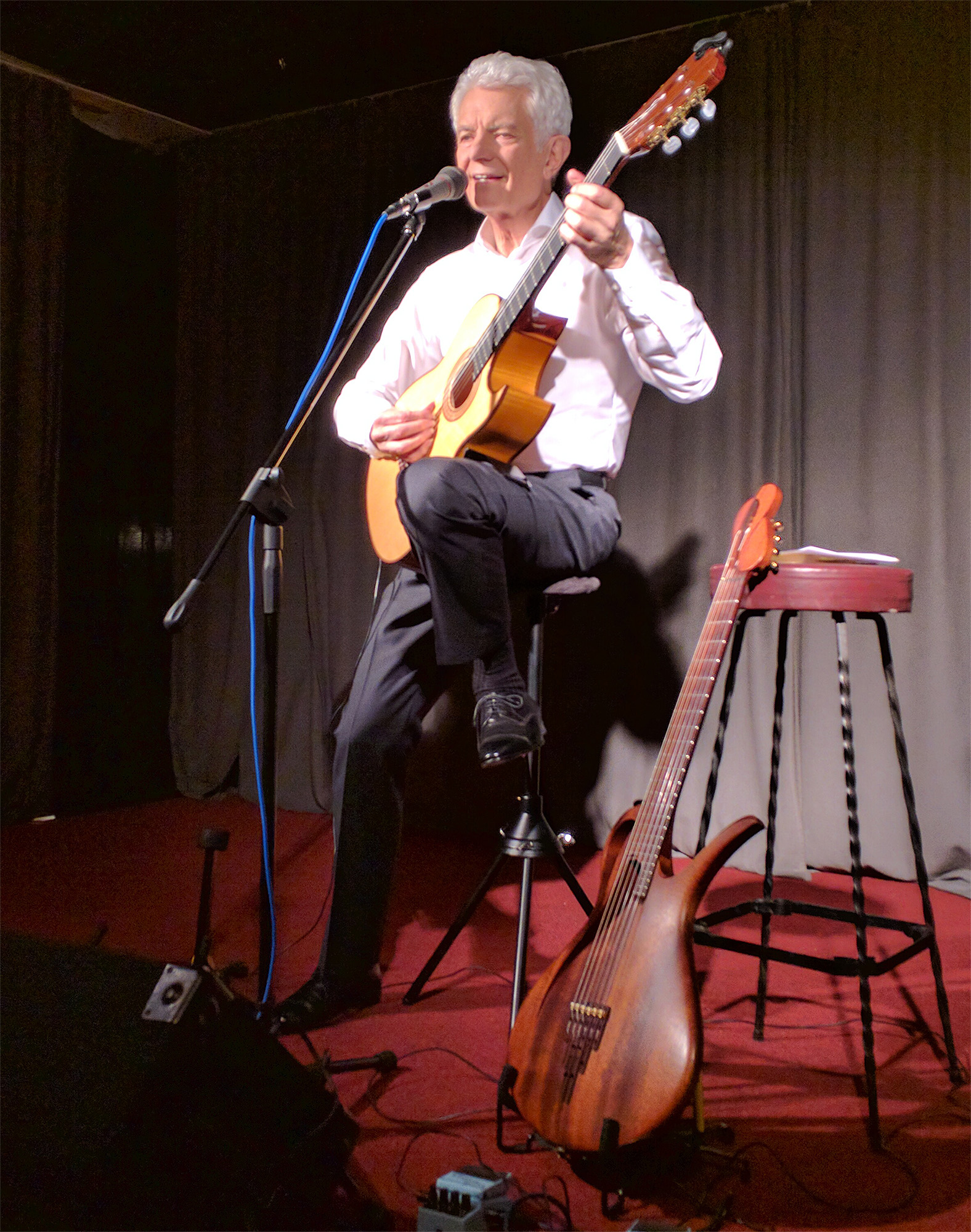
Peter Horton in Dietzenbach, Hessen (2016)

## Fernsehserien
- Die Otto-Show I (ARD 1973)
- Café in Takt (ARD 1978–1984)[7]
- Hortons Kleine Nachtmusik (ZDF 1986–1989)[8]
- Horton’s Bistro (ZDF 1990–1991)[9]
- Sprungbrett (SDR 1990–1991)[10]

## Diskografie

### Solowerke (Auswahl)

#### LP/CD-Alben
- Zwischen Himmel und Erde (LP 1970),[11] wiederveröffentlicht unter dem Titel Peter Horton[12]
- Intercontinental (LP 1971, Polydor)
- Horton’s Erzählungen (LP 1972, Polydor)
- Irgendwie geht es immer (LP 1974, Polydor)
- Solang du in dir selber nicht zuhause bist (LP 1975, Polydor)
- Liederbuch (Doppel-LP 1976, Kompilation, Polydor)

- Liederbuch (CD-Album – auf der CD fehlen gegenüber der Doppel-LP: Caroline, Das Fenster zum Hof, Im Tal der blauen Wasser, Fridolin der Stier)

- Ein Mann geht auf dem Asphalt (LP 1976, Polydor)
- Live – Schmunzellieder aus Wien (LP 1977, Polydor)
- Lieder, die wie Falken sind (LP 1978, Klapp-Cover, Nature)
- „…will Deine Seele mit Dir singen“ (LP 1979, Klapp-Cover, Nature; mit Sigi Schwab)
- Vierzig Jahre Leben. Liederzyklus (LP 1981, Nature)
- Live – Wer andern nie ein Feuer macht (LP 1983, Nature)
- Komm näher (LP 1984, Rockchanson)
- Guitarero (LP 1985, Corona Music Company; mit Toots Thielemans und Kuno Schmid)
- Im Dezember des Jahrtausends (CD-Kompilation 1995)

- Poet & Poesie – Meine Lieder (CD-Wiederveröffentlichung 1997, entspricht der CD Im Dezember des Jahrtausends)

- Oceans Inside · Meditative Musik für Gitarre (CD-Album 2001, Kreuz Plus)
- Wild Silence · Meditative Musik für Gitarre (CD-Album 2001, Kreuz Plus)
- Loving Hands · Meditative Musik für Gitarre (CD-Album 2001, Kreuz Plus)
- Winterflüstern (CD-Hörbuch 2004, Bella Musica)
- Wilde Gärten (CD-Album 2007, Solo Musica)
- Personalissimo (CD-Album 2011, in-akustik)
- Peter Horton (Kompilation, 3-CD-Box 2020, Electrola)

#### Singles
- Was geschieht / Ein Mädchen mit Lausbuben-Blick (1967, als Peter Horten)
- Das kann uns nicht passieren / Geh’ nicht vorbei (1968)
- Das Fenster zum Hof / Den Schlüssel hast du (1970)
- He-Ho-Ho-A-He (Liebe ist o.k.) / Bla-Bla-Bla (1970)
- Wer hat den Eiffelturm geklaut? / Der Kartendippler-Blues (1972, wiederveröffentlicht 1974 als A-Seite mit Hinweis „Aus der ZDF-Serie »Der Kommissar«“)
- Es ist uns’re Welt / Sonnenschein (1972)
- Komm in die Laube / Mädchen mit den grünen Augen (1973)
- Ich kann machen was ich will / Alles zu seiner Zeit (1974)
- Wenn du nichts hast als die Liebe / Am Fuß der Leiter (1975)
- Solang du in dir selber nicht zuhause bist / Wie oft ging ich als Fremder (1975)
- Ich suchte wilde Rosen / Seit wir getrennt sind… (1976)
- Laß das Haar mal in der Suppe / Ballade vom Weltenbaum (1979)

### Weitere (Auswahl)

#### Mit Sigi Schwab
- Guitarissimo (Vinyl-LP 1978, Nature), davon von Horton:
  - Bhagavan
  - Wer Ohren hat zu hören
  - Cosmic Guitarman
  - Salut Amsterdam
  - Toccata for a Wild Old Lady
- Guitarissimo · Confiança (Vinyl-LP 1980, Nature)
- Guitarissimo (CD-Album 1983)
- Guitarissimo (CD-Album 1988 = Compilation aus zwei LPs 1978, 1980)
- Guitarissimo XL (CD-Album 2014, erschienen bei Solo Musica)

#### Mit Slava Kantcheff
- Rock on Wood (Vinyl-LP 1985)
- Albatros – klingende Geschichten (Vinyl-LP 1988)
- Albatros – klingende Geschichten (CD-Album 1988)
- Poeme Musical (CD-Album 1991)
- Rock on Wood (CD-Album 1992, entspricht der LP 1985)
- Live – Symphonic Fingers (CD-Album 1995)
- Loving Hands (CD-Album 1997 Meditative Musik)
- Rhapsody of Virtuosity (CD-Album 2000 = Compilation)